# Receptory hormonów steroidowych
Receptory hormonów steroidowych – receptory wewnątrzkomórkowe (śródkomórkowe, cytozolowe), których ligandami są hormony steroidowe.
Receptory hormonów steroidowych mają budowę białkową; w ich skład wchodzi 4 lub więcej domen:
- domena wiążąca hormon (LBD; z ang. ligand binding domen);
- domena wiążąca DNA (DBD; z ang. DNA binding domen) wraz z obszarem rozpoznającym DNA – ich zadaniem jest wybór genów, które zostaną aktywowane, jak również złączenie się z DNA;
- region zawiasowy – kontroluje przemieszczanie się aktywowanego receptora do jądra;
- domena aktywująca lub hamująca transkrypcję genów – jedna domena lub więcej.

Hormon steroidowy by złączyć się z receptorem przenika przez błonę komórkową do cytoplazmy, tam zostaje rozpoznany i związany przez swoisty receptor. Następnie, powstały kompleks hormon-receptor przemieszcza się do jądra komórkowego, gdzie dochodzi do rozpoznania przez DBD specyficznego odcinka DNA, a następnie aktywacji bądź hamowania transkrypcji genów (aktywacja czynnika transkrypcyjnego). W efekcie powstaje mRNA, który w obrębie rybosomu bierze udział w procesie translacji, czego skutkiem jest powstanie białka.